# Ivan Zajc
Ivan Zajc, (pron: ˈiʋaːn ˈzajts) nato come Giovanni de Zaytz (Fiume, 3 agosto 1832 – Zagabria, 16 dicembre 1914), è stato un compositore e direttore d'orchestra croato.
Di padre boemo e madre tedesca, Ivan Zajc nasce a Fiume sotto l'Impero austro-ungarico.

## Biografia

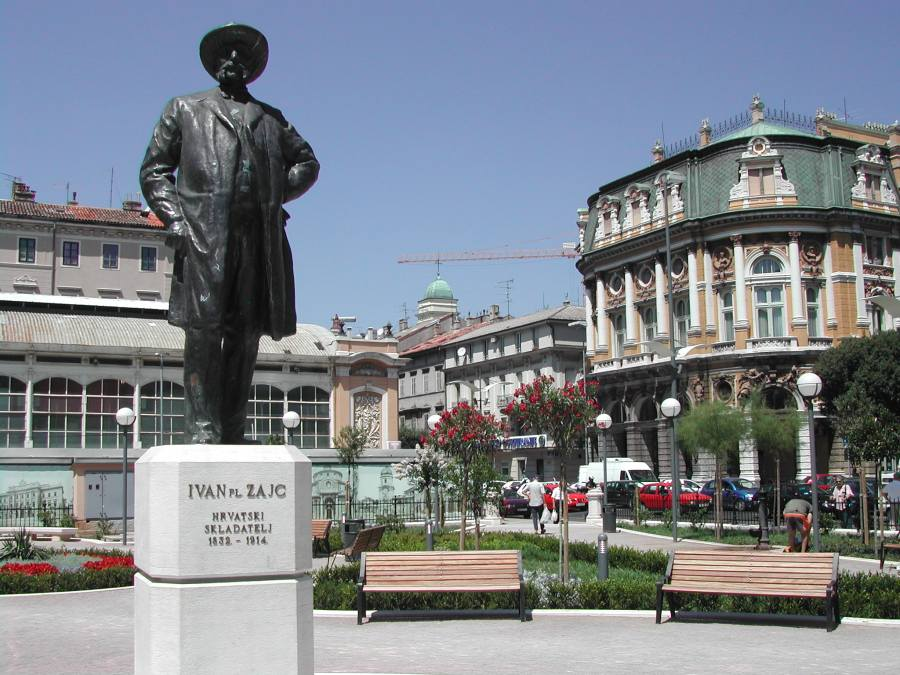
Monumento a Zajc a Fiume

Frequentò inizialmente la scuola di musica a Fiume e quindi il conservatorio a Milano (ove fu allievo, tra gli altri, di Alberto Mazzucato). Dopo la morte dei genitori Zajc rientrò nel 1855 nella città natale, ove ottenne un posto di direttore e maestro concertatore, insegnò nel locale Istituto filarmonico di strumenti ad arco e dove scrisse una quantità di composizioni nel ritmo che allora andava per la maggiore. Dal 1855 al 1862 insegnò nel conservatorio Ivan Matetić-Ronjgov. Dopo aver ottenuto un gran successo con la sua opera Amelia ossia Il Bandito, decise, nel 1862, di trasferirsi a Vienna, ove da sempre esisteva una fiorente attività teatrale ed operistica. Qui divenne molto amato per le sue operette Der Junge auf dem Boot (1863) und Die Boasische Hexe (1866).
Egli visse ai tempi del Movimento illirico, che ebbe su di lui grande influenza e gli infuse un ardente patriottismo che rielaborò nelle sue opere Mislav (1870), Ban Leget (1872), Nikola Šubić Zrinjski (1876) e Lizinka (1878). In particolare l'opera Nikola Šubić Zrinski, celebra l'eroica sconfitta dei croati contro i turchi come una metafora per i loro recenti impulsi nazionalisti nei confronti della Monarchia asburgica.
Inoltre scrisse numerosi oratori ed altre composizioni per voci soliste, per coro, per orchestra e per pianoforte.
Dopo la morte la sua salma venne inumata nel cimitero di Mirogoj a Zagabria.
A lui è intitolato il Teatro Nazionale Croato di Fiume sede, tra gli altri, del Dramma Italiano di Fiume.